# Jérôme Efong Nzolo
Jérôme Efong Nzolo est un arbitre de football de nationalité belge (d'origine gabonaise) né le 21 septembre 1974. Il arbitre en Division 1 en Belgique et a été élu trois fois de suite meilleur arbitre de la compétition entre 2007 et 2009 et une quatrième fois en 2013. C'est le premier arbitre noir de D1 en Belgique. Le 2 avril 2015, il met un terme à sa carrière dans le football professionnel.

## Biographie
Jérôme Nzolo est né au Gabon. Il est arrivé en Belgique le 8 octobre 1995 dans le but d'y suivre des études d'ingénieur électromécanicien à Charleroi et d'ensuite retourner au Gabon. Il est finalement resté en Belgique et a travaillé à l'entretien des machines d'une entreprise agroalimentaire ainsi qu'à la chaîne de montage d'une usine d'automobiles. Il a ensuite entrepris des études d'éducateur (graduat). Ce travail social se rapproche selon lui de sa passion pour l'arbitrage : « [Le] boulot d’éducateur, lui, m’apporte énormément sur le plan personnel et en tant qu’arbitre : les contacts humains, gérer une équipe, donner des balises, faire régner le respect sur un terrain comme avec les jeunes, ça me plaît. »
Figure à la 3e place sur la liste fédérale du CDH en Hainaut aux élections 2014.

## Carrière
Jérôme Nzolo a commencé à arbitrer à l'âge de 14 ans à la suite d'une blessure qui l'empêchait de poursuivre en tant que joueur. Il arbitrait en division 1 au Gabon avant son arrivée en Belgique. Il a arbitré la finale de la Coupe du Gabon en 1994. En Belgique, il commence sa formation d'arbitrage en 1996 et arbitre pour la première fois dans une division nationale en 2000. Au cours des années suivantes, il officie deux ans en Promotion, un an et demi en D3 et un an et demi en D2. Son premier match en D1 belge était Brussels - Lokeren le 28 janvier 2006. Il a arbitré son premier match international le 26 mai 2008. Il s'agissait de la rencontre France - Suisse lors du Tour élite du championnat d'Europe 2008 des moins de 19 ans,.
Le 3 août 2013, il arbitre le Trophée des champions 2013 à Libreville au Gabon : sa désignation constitue pour lui une belle reconnaissance de la part de son pays d'origine.

### Distinctions
- Arbitre de l'année en Belgique (trophée du Footballeur Pro de l'année) : 2007, 2008, 2009, 2013
- Arbitre de l'année en Belgique (trophée du Soulier d'or belge) : 2007 [7]